# Barry Shabaka Henley
Barry Shabaka Henley (n. 15 septembrie 1954, parohia Orleans⁠(d), Louisiana, SUA) este un actor american de film și TV. A jucat în patru din filmele lui Michael Mann.

## Filmografie
| An   | Titlu                                | Rol                    | Note                |
| ---- | ------------------------------------ | ---------------------- | ------------------- |
| 1988 | Nincompoop                           |                        | [ necesită citare ] |
| 1993 | Fear of a Black Hat                  | Geoffrey Lennox        |                     |
| 1993 | What's Love Got to Do with It        | El Paso Doctor         |                     |
| 1993 | The Thing Called Love                | Reverend Raymond       |                     |
| 1994 | The Scout                            | McDermott              |                     |
| 1995 | Destiny Turns on the Radio           | Dravec                 |                     |
| 1995 | Lord of Illusions                    | Dr. Toffler            |                     |
| 1995 | Devil in a Blue Dress                | Woodcutter             |                     |
| 1998 | Fallen                               | Uniformed Cop          |                     |
| 1998 | Bulworth                             | Man at Frankie's       |                     |
| 1998 | How Stella Got Her Groove Back       | Buddy                  |                     |
| 1998 | Rush Hour                            | Bobby                  |                     |
| 1998 | Patch Adams                          | Emmet                  |                     |
| 1999 | Life                                 | Pokerface              |                     |
| 2001 | Go for the Fro                       |                        | Scurt metraj        |
| 2001 | Ali                                  | Jabir Herbert Muhammad |                     |
| 2003 | Market                               |                        |                     |
| 2004 | The Terminal                         | Officer Thurman        |                     |
| 2004 | Collateral                           | Daniel                 |                     |
| 2005 | Four Brothers                        | Councilman Douglas     |                     |
| 2005 | Shackles                             | Virgil                 | Direct-pe-video     |
| 2006 | Miami Vice                           | Castillo               |                     |
| 2009 | Horsemen                             | Tuck                   |                     |
| 2009 | State of Play                        | Gene Stavitz           |                     |
| 2009 | Streets of Blood                     | Captain Friendly       | Direct-pe-video     |
| 2010 | The Dry Land                         | Col. Stephen Evans     |                     |
| 2010 | Virginia                             | Willie                 |                     |
| 2011 | The Big Year                         | Dr. Neil Kramer        |                     |
| 2012 | Stolen                               | Reginald               |                     |
| 2013 | Water & Power                        | Preacher Broyard       |                     |
| 2013 | Carrie                               | Principal Morton       |                     |
| 2016 | Paterson                             | Doc                    |                     |
| 2017 | Mad Families                         | Pops                   |                     |
| 2017 | Lucky                                | Joe                    |                     |
| 2017 | The Off Season VR: Ship's Helm Motel | Sid                    | Scurt               |
| 2017 | Chasing Titles Vol. 1                | Luke Parker            | Scurt               |
| 2018 | Miscreant                            | Detective Lambert      | Scurt               |
| 2018 | Office Uprising                      | Clarence               |                     |
| 2018 | A Star Is Born                       | Little Feet            |                     |
| 2018 | American Nightmares                  | Bishop Love            |                     |
| 2019 | Dolemite Is My Name                  | Demond                 |                     |

| An           | Titlu                                           | Rol                                            | Note                                                     |
| ------------ | ----------------------------------------------- | ---------------------------------------------- | -------------------------------------------------------- |
| 1991         | Clippers                                        | Teddy                                          | Episod TV Pilot                                          |
| 1991-1992    | The Royal Family                                | Willis Tillis                                  | Rol secundar                                             |
| 1992         | Till Death Us Do Part                           | Judge Barton                                   | Film TV                                                  |
| 1992-1994    | Roc                                             | Ernie                                          | Rol secundar                                             |
| 1993         | Johnny Bago                                     | Detective Venezia                              | 2 episoade                                               |
| 1994         | ER                                              | Detective                                      | Episodul: "Chicago Heat"                                 |
| 1995         | Married... with Children                        | Charlie                                        | Episodul: "The Naked and the Dead, But Mostly the Naked" |
| 1995         | Happily Ever After: Fairy Tales for Every Child | Horrible Looking Giant #1 (voice)              | Episodul: "The Valiant Little Tailor"                    |
| 1995         | The Client                                      | Linton Bell                                    | Episodul: "Them That Has..."                             |
| 1995         | NYPD Blue                                       | Roger Billings                                 | Episodul: "Heavin' Can Wait"                             |
| 1996         | Malcolm & Eddie                                 | Mr. Derian                                     | Episodul: "Eddie by Moonlight"                           |
| 1996         | Sparks                                          | Stan Lawrence                                  | Episodul: "Penal Envy"                                   |
| 1997         | Die Gang                                        | Sam Otero                                      | Rol secundar                                             |
| 1997         | Duckman                                         | Additional voices                              | Episodul: "Ebony, Baby"                                  |
| 1998         | Brooklyn South                                  | Mr. Anders                                     | Episodul: "Don't You Be My Valentine"                    |
| 2000         | The Steve Harvey Show                           | Tom Cunningham                                 | Episodul: "Boy Trouble"                                  |
| 2000         | City of Angels                                  | Delmar Forchette                               | Episodul: "The Prince and the Porker"                    |
| 2001         | Oz                                              | Lieutenant Schmand                             | Episodul: "Revenge Is Sweet"                             |
| 2001         | Crossing Jordan                                 | Omar Maltese                                   | Episodul: "Born to Run"                                  |
| 2002         | Providence                                      |                                                | Episodul: "The Good Fight"                               |
| 2002         | Pavement                                        | Lieutenant Marks                               | Film TV                                                  |
| 2002-2003    | Robbery Homicide Division                       | Sgt. Albert Simms                              | Rol principal                                            |
| 2004         | Law & Order: Special Victims Unit               | Asante Odufemi                                 | Episodul: "Ritual"                                       |
| 2004         | NYPD Blue                                       | Archie Day                                     | 2 episoade                                               |
| 2005         | Lackawanna Blues                                | Shakey Winfield                                | Film TV                                                  |
| 2005         | Grey's Anatomy                                  | Mr. Patterson                                  | Episodul: "Shake Your Groove Thing"                      |
| 2005-2006    | Close to Home                                   | Detective Lou Drummer                          | Rol secundar                                             |
| 2005-2006    | Barbershop                                      | Eddie                                          | Rol principal                                            |
| 2006         | Numbers                                         | Coach Grady                                    | Episodul: "Hardball"                                     |
| 2007         | Hustle                                          | Thomas Jackson                                 | Episodul: "Big Daddy Calling"                            |
| 2007         | Heroes                                          | Detective Bryan Fuller                         | Rol secundar                                             |
| 2007         | Alibi                                           | Bean                                           | Film TV                                                  |
| 2009-2010    | FlashForward                                    | Agent Shelly Vreede                            | Rol secundar                                             |
| 2010         | The Good Guys                                   | Dr. Vincent Olson                              | Episodul: "Veronica"                                     |
| 2010         | Lie to Me                                       | Al Chapman                                     | Episodul: "Letting Go"                                   |
| 2012         | Fairly Legal                                    | Agent Donovan                                  | Episodul: "Start Me Up"                                  |
| 2012         | Luck                                            | Parole Officer                                 | 4 episoade                                               |
| 2012         | Veep                                            | Fast Food Executive                            | Episodul: "Baseball"                                     |
| 2013         | Shameless                                       | Judge Glen Aufseeser                           | Episodul: "A Long Way from Home"                         |
| 2013         | Remember Sunday                                 | Baptiste                                       | Film TV                                                  |
| 2013         | The Crazy Ones                                  | Pete                                           | Episodul: "The Stan Wood Account"                        |
| 2013         | 2cool 4school                                   | Louis Perry                                    | Episod TV pilot                                          |
| 2015         | White Water                                     | Rev. Stokes                                    | Film TV                                                  |
| 2015         | Better Call Saul                                | Detective Sanders                              | 3 episoade                                               |
| 2015         | Extant                                          | Senator Gabel                                  | Episodul: "Change Scenario"                              |
| 2015         | Black-ish                                       | T Jackson                                      | Episodul: "Chop Shop"                                    |
| 2015         | Unforgettable                                   | Leo Hackett                                    | Episodul: "Behind the Beat"                              |
| 2016         | NCIS: New Orleans                               | Baton Rouge Detective Todd Lamont              | Episodul: "Means to an End"                              |
| 2016         | Pearl                                           | Doctor Hudson                                  | Episod TV Pilot                                          |
| 2016         | Brothers in Atlanta                             | Buddy                                          | Episod TV Pilot                                          |
| 2017         | Elementary                                      | Wendell Hecht                                  | Episodul: "Crowned Clown, Downtown Brown"                |
| 2017         | NCIS                                            | Earl Goddard                                   | Episodul: "Pandora's Box, Part I"                        |
| 2017         | Ryan Hansen Solves Crimes on Television         | Captain Jackson #3 / Female Captain Jackson #8 | 2 episoade                                               |
| 2017         | The Off Season                                  |                                                | 4 episoade                                               |
| 2017-2018    | Bosch                                           | Terry Drake                                    | Rol secundar                                             |
| 2019         | Station 19                                      | Oscar Delgado                                  | Episodul: "I Fought the Law"                             |
| 2019         | Agents of S.H.I.E.L.D.                          | Dr. Marcus Benson                              | Rol secundar (Sez. 6) 5 episoade                         |
| 2019–present | Bob Hearts Abishola                             | Babatunde "Tunde" Olatunji                     | Rol principal                                            |
| 2019         | Black Jesus                                     | Judge Horation Homey                           | Episodul: "Boonie Comes Up"                              |